# Kita Shin-Yokohama (metropolitana di Yokohama)
Kita Shin-Yokohama (北新横浜駅?, Kita Shin-Yokohama-eki) è una stazione della metropolitana di Yokohama che si trova nel quartiere di Kōhoku-ku a Yokohama, ed è servita dalla linea blu.

## Linee
Metropolitana di Yokohama
 Linea blu (linea 4)

## Struttura
La stazione è realizzata sottoterra, e possiede un marciapiede a isola con due binari passanti. Essendo poco profonda, la stazione riceve in parte anche luce naturale proveniente dalla superficie.
| 1 | Linea blu |  | per Yokohama e Shōnandai  |
| 2 | Linea blu |  | per Center-Kita e Azamino |

## Stazioni adiacenti
| «             | Servizio  | »         |
| Linea Blu     | Linea Blu | Linea Blu |
| ------------- | --------- | --------- |
| Shin-Yokohama | Locale    | Nippa     |
| Transito      | Rapido    | Transito  |